# Józef Portacha
Józef Portacha (ur. 23 czerwca 1936 w Broniszowicach,  zm. 24 stycznia 2023 w Kielcach) – polski specjalista w zakresie modelowania i optymalizacji siłowni cieplnych, prof. dr hab. inż.

## Życiorys
Syn Jana i Zofii. Obronił pracę doktorską, następnie uzyskał stopień doktora habilitowanego. 11 kwietnia 2003 uzyskał tytuł profesora nauk technicznych. Został zatrudniony w Instytucie Techniki Cieplnej na Wydziale Mechanicznym Energetyki i Lotnictwa Politechniki Warszawskiej.

## Odznaczenia i wyróżnienia
- Nagroda JM Rektora PW (wielokrotnie)[1]
- Diamentowa odznaka Wydziału MEiL PW[1]
- Nagroda Ministra Energetyki[1]
- Odznaka Zasłużony dla Politechniki Warszawskiej[1]
- Medal Komisji Edukacji Narodowej[1]
- Złoty Krzyż Zasługi[1]